# Nim
|  | No s'ha de confondre amb Nim (joc). |

El nim (Azadirachta indica) és una espècie de planta amb flor de la família Meliaceae. El nim és un arbre de talla menuda a mitjana. Pot créixer en llocs molt àrids, secs i en llocs de condicions climàtiques molt extremes. L'arbre del nim es considera una espècie invasora en molts llocs del planeta on no és una planta nativa, com a Austràlia.
Les fulles del nim són molt importants a la medicina aiurvèdica. S'utilitzen especialment contra malalties de la pell. Tradicionalment les preparacions a base de fulles de nim eren un dels pocs remeis contra la verola, quan les epidèmies d'aquesta malaltia assolaven els pobles del subcontinent. A part d'això es poden preparar tota una sèrie de medicines casolanes a partir de les fulles. Són fulles comestibles, utilitzades en la gastronomia d'alguns llocs del subcontinent indi malgrat llur amargor. Les fulles, flors i branques també tenen valor com a símbol de la deessa Xítala (Sheetala) (una forma de Durga) a l'Hinduisme i també es fan servir com a repel·lent d'insectes.

## Galeria

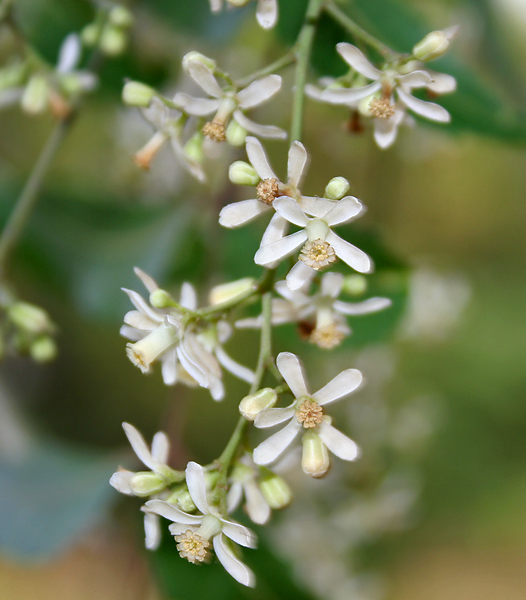
Flors
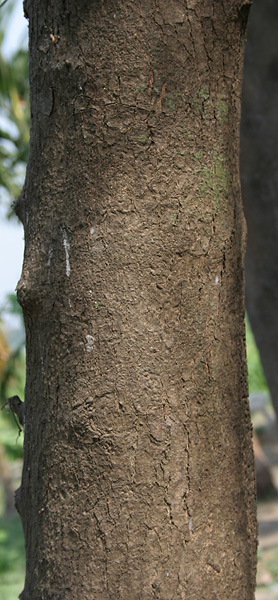
Tronc de l'arbre
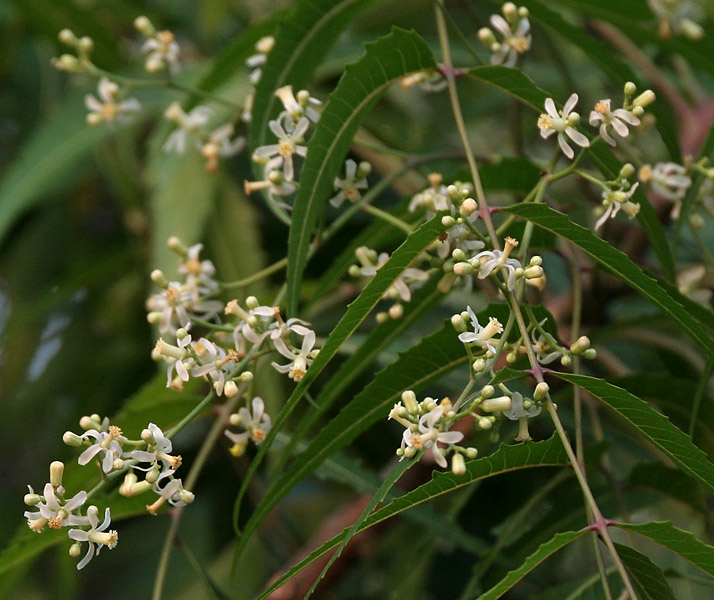
Flors a Hyderabad, Índia
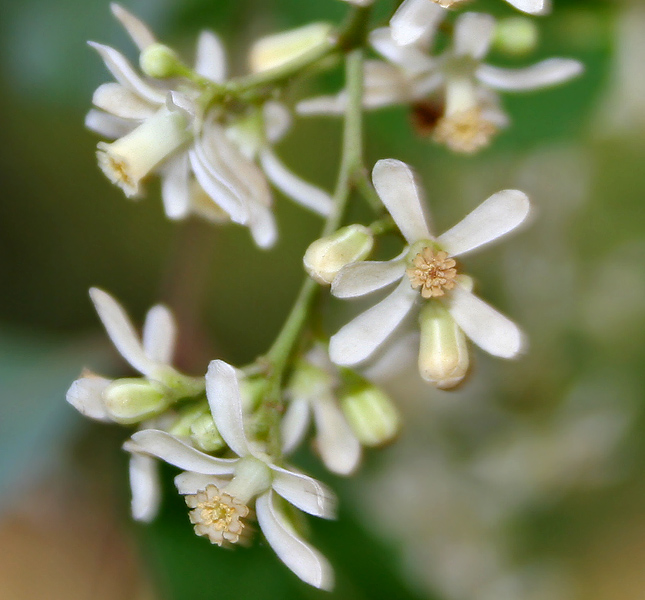
Flors a Hyderabad, Índia
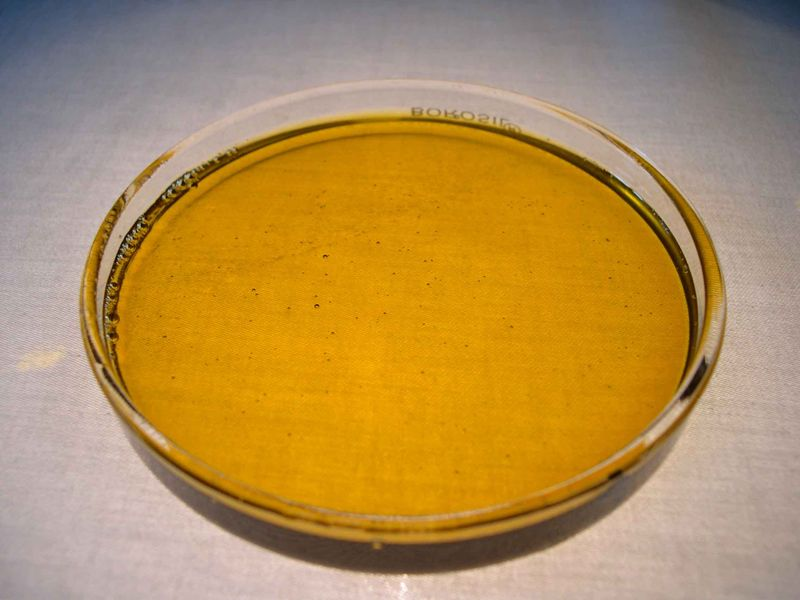
Oli de nim
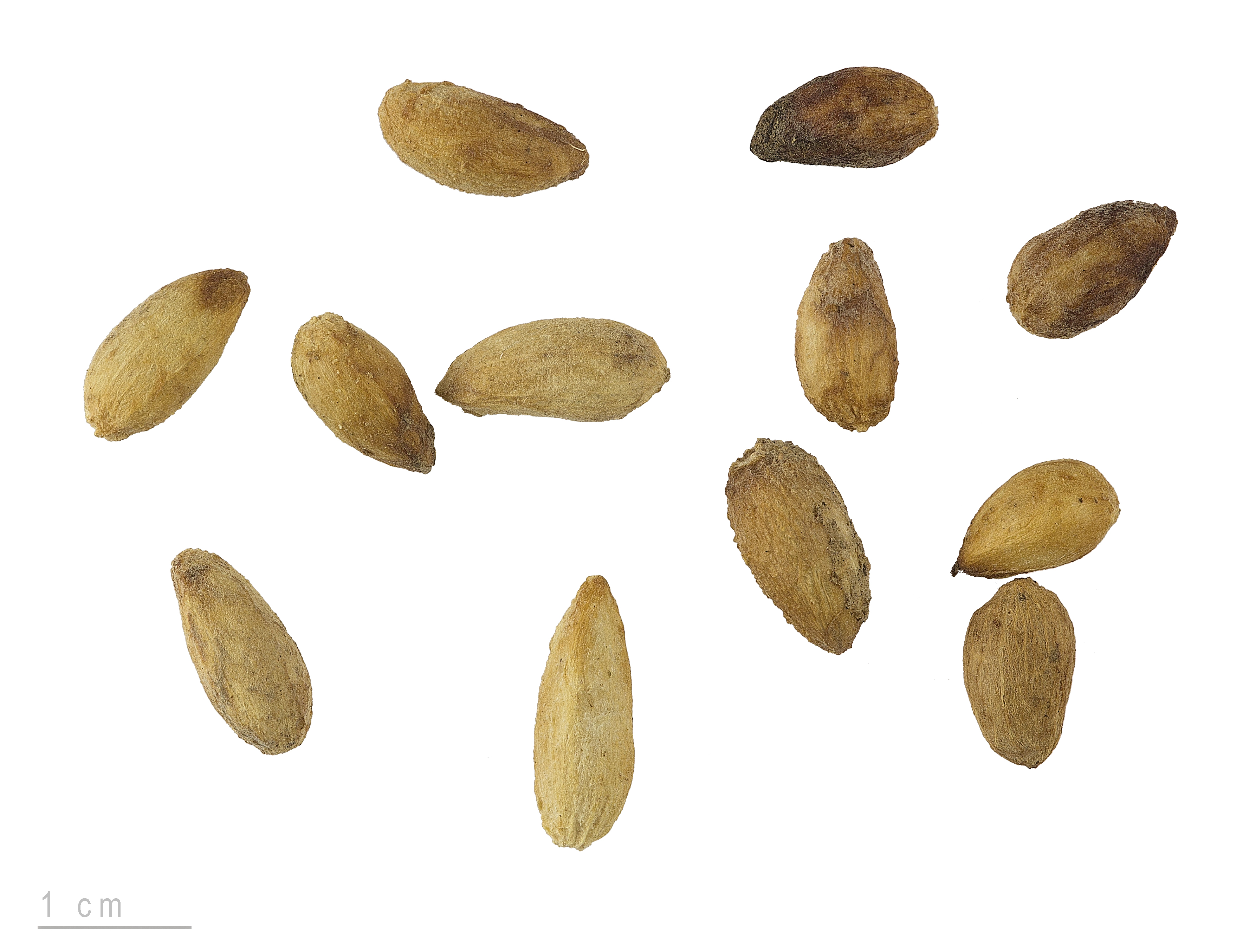
Azadirachta indica